# 등쪽 흐름 경로
시각의 등쪽 흐름 경로 (dorsal stream pathway) 또는 배측 경로는 영장류의 대뇌 시각 처리 경로 중 대뇌의 등쪽에 위치한 경로이다. 두 흐름 가설 (two-streams hypothesis)에서 제시되었다. 일차시각피질(V1)측에서 두정엽 피질로 가는 경로이다. 이 경로는 시각 대상이 공간의 어디에 있는지를 이해하는 공간 인식과 관계된다(이 때문에 where 경로라고 불리기도 한다). 배쪽 흐름 경로(복측 경로. 이쪽은 색이나 모양의 표상에 관계되어 what 경로라고 불린다)와 함께 피질의 주 경로 중 하나이다.

## 해부학
등쪽 시각로는 후두엽의 맨 끝 쪽에서 일어나 두정엽으로 향한다. 일차시각피질(V1)에서 시작해 V2, V3, 내측두엽과 두정엽의 경계에 있는 MT(middle temporal, V5), MST(medial superior temporal)을 지나 아래마루소엽(VIP, LIP로 나뉜다), 7a(브로드만 영역)에 이른다. LIP와 7a는 정보의 연합을 담당하는 것으로 알려져 있다. 배측 시각로와 배측 시각로의 신경세포는 서로 소통한다. 구데일(Goodale)과 밀너(Milner)가 이 영역에 대한 초기 연구자이다.
복측경로와 배측경로가 상호 연락하고 있기 때문에 이것들이 어느 정도까지 분리되어 있는지, 또 그것이 어느 정도인지 어떤 기능적 의의를 갖고 있는지에 대해서는 아직 학계내에서도 여러 의견이 있다.

## 기능
등쪽 경로에는 공간의 인식과 사물에 손을 뻗는 것처럼 행동과 관련된 정보가 처리된다. 즉, 시야에 대한 상세한 지도를 가지고, 그곳에서의 운동을 잘 감지하고 분석하고 있다는 두 가지 두드러진 기능적 특징이 있는 것이다. 등쪽 경로의 후두엽 출발점에서는 순수하게 시각 기능밖에 없지만 두정엽에 있는 종점으로 향함에 따라 공간 인식으로 그 기능이 점진적으로 변화한다.
후두정엽은 입체적인 관계 파악과 이해, 정확한 신체 이미지(고유수용성감각 등), 공간 내 신체 조절 등의 습득에 중요한 기능을 한다. 그 중에는 각각 다른 기능을 가진 영역, 예를 들어 특정 자극에 집중할 때 더 활성화되는 영역(LIP)이나 시각 정보와 체성 감각 정보를 통합하는 영역(VIP) 등이 있다.

## 병렬처리
한편 1차측 시각 피질 영역(V1, V2, V3)인 후두엽은 아래관자피질(아래 IT-cortex, V4, V5)로 이어지는 복측 경로(ventral stream pathway)와 함께 배측경로(dorsal stream)의 양 경로를 병렬처리하는 것으로 연구, 보고된 바 있다.

## 같이 보기
- 시교차 상핵
- 두 흐름 가설 (two-streams hypothesis)
- 시각 겉질

## 참고 문헌
- (Brain Res Rev. 2009 Oct;61(2):144-53. Epub 2009 May 28. - Dorsal-ventral integration in object recognition

Reza Farivar PMID: 19481571 DOI: 10.1016/j.brainresrev.2009.05.006 ) https://pubmed.ncbi.nlm.nih.gov/19481571/
- (Proc Biol Sci. 2012 Jun 22; 279(1737): 2289–2298. Published online 2012 Mar 28. doi: 10.1098/rspb.2011.2663 PMCID: PMC3350678

PMID: 22456882 Is visual processing in the dorsal stream accessible to consciousness? A. D. Milner) https://www.ncbi.nlm.nih.gov/pmc/articles/PMC3350678/